# Streetwise.object01
Streetwise.object01 is een street art kunstwerk, een mural, van meer dan 1400 m², direct aan de A12 in Zoetermeer. Het is een beschilderd oud leegstaand kantoorgebouw waar indertijd makelaar Hopman in gevestigd was, aan het ‘Kinderen van Versteegplein’. In Zoetermeer heeft men het over het Hopman gebouw. Het gebouw zou volgens de planning in 2019 gesloopt worden.
Het is een project van Tobias Becker Hoff van de Urban Art Studio en van Stichting Terra Art Projects. Het werd gerealiseerd door elf street art kunstenaars: Bier en Brood, Karski & Beyond, Saïd Kinos, I am Eelco, Micha de Bie, Sjors Kouthoofd, Vincent Schoonhoven, Stephan Bontje en Tobias Becker Hoff. De onthulling vond plaats op 12 oktober 2017 door Marc Rosier, wethouder stedelijke ontwikkeling van Zoetermeer. Hij plaatste  zijn ‘tag’ op het gebouw.
Streetwise.object01 is onderdeel van het Masterplan Streetwise, waarbij diverse locaties in het centrum van Zoetermeer worden opgewaardeerd met street art.

## Geschiedenis
Street art-artiest Tobias Becker Hoff was op zoek naar een werkplek en kreeg dit pand als atelier aangeboden, totdat het gesloopt zou worden. Hij kreeg het idee om het gebouw aan de búitenkant te beschilderen.
Het gebouw werd dichtgetimmerd, gereinigd en daarna in de grondverf gezet. Op 23 augustus 2017 zijn de kunstenaars gestart om met zo'n 1600 spuitbussen het kunstwerk gestalte te geven en zo de entree van Zoetermeer op te fleuren. Het megaproject was bij de realisatie het grootste Nederlandse Streetart object.